# Taban Air
Taban Air (persisch تابان ایر) ist eine iranische Fluggesellschaft mit Sitz in Teheran und Basis auf dem Flughafen Teheran-Mehrabad.

## Geschichte
Taban Air wurde 2005 von Asghar Abdollahpour gegründet und nahm Anfang 2006 ihren Flugbetrieb auf.

## Flugziele
Taban Air fliegt derzeit neben Zielen innerhalb des Iran auch Destinationen in Kasachstan, dem Irak, Syrien sowie der Türkei und der Ukraine an.

## Flotte

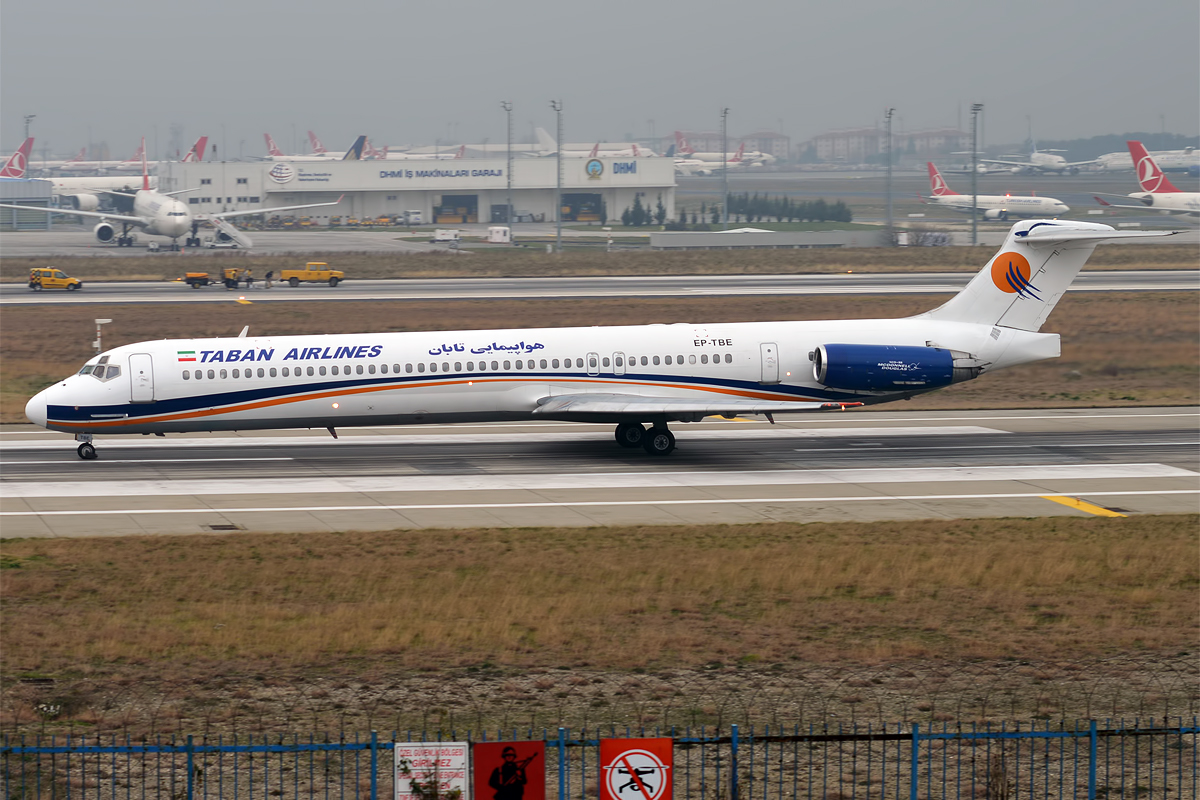
McDonnell Douglas MD-88 der Taban Air

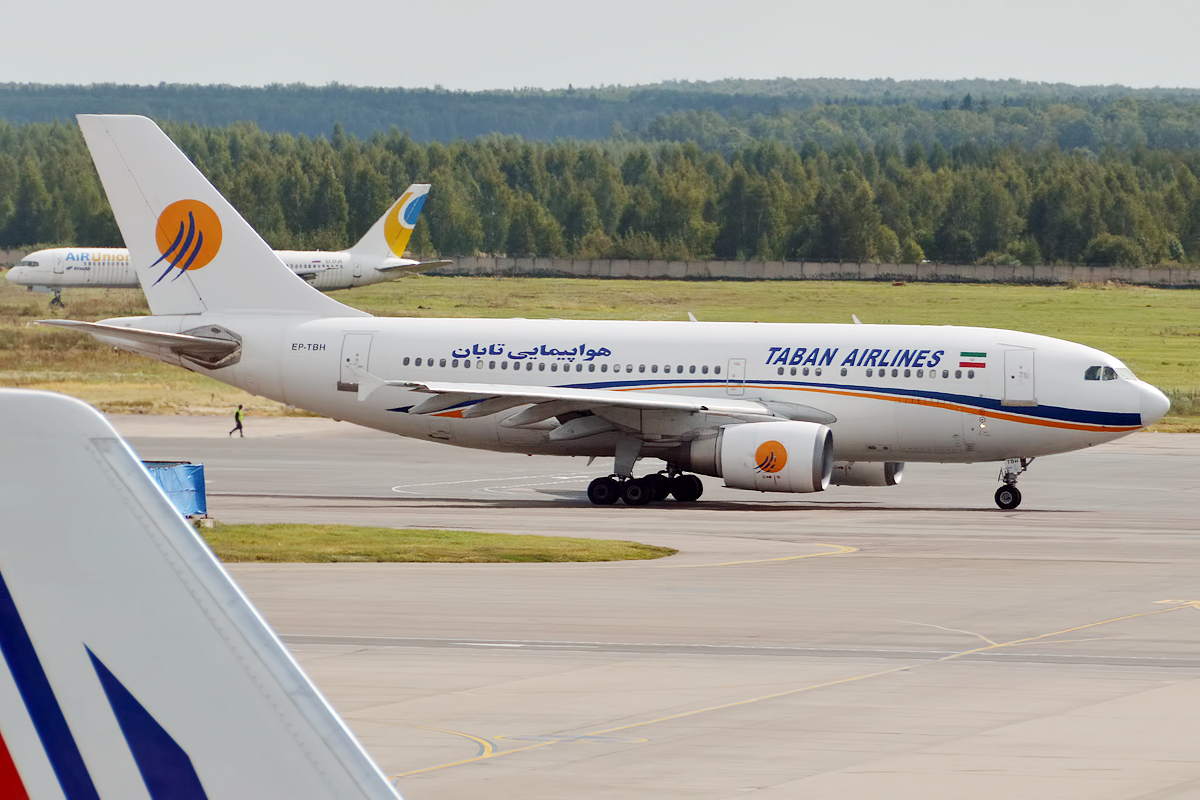
Airbus A310-300 der Taban Air

Mit Stand Oktober 2023 besteht die Flotte der Taban Air aus sieben Flugzeugen mit einem Durchschnittsalter von 26,2 Jahren:
| Flugzeugtyp             | Anzahl | bestellt | Anmerkungen                                           | Sitzplätze |
| ----------------------- | ------ | -------- | ----------------------------------------------------- | ---------- |
| Boeing 737-400          | 1      |          |                                                       |            |
| Boeing 757-200          | 1      |          | einzige Maschine des Typs Boeing 757 im Iran; inaktiv |            |
| McDonnell Douglas MD-83 | 1      |          |                                                       |            |
| McDonnell Douglas MD-88 | 5      |          | eine inaktiv                                          | 172        |
| Gesamt                  | 7      | –        |                                                       |            |

## Ehemalige Flugzeugtypen
- Boeing 737-500

## Zwischenfälle
- Im Januar 2010 musste eine von Kogalymavia geleaste Tupolew Tu-154M auf Taban-Air-Flug 6437 trotz schlechter Sicht wegen eines medizinischen Notfalls auf dem Flughafen Maschhad landen. Dabei berührte das Heck den Boden. Feuer brach aus, es gab 47 Verletzte.[5]